# بی.بی. استودیو
بی. بی. استودیو (انگلیسی: B.B. Studio) شرکت بازی ویدئویی ژاپنی است، که در سال ۲۰۱۱ تأسیس شد.